# 岐阜県道484号打保神岡停車場線
岐阜県道484号打保神岡停車場線（ぎふけんどう484ごう うつぼかみおかていしゃじょうせん）は、岐阜県飛騨市内を通る一般県道である。

## 概要

### 路線データ
- 起点：岐阜県飛騨市神岡町打保
- 終点：神岡停車場

## 沿革
- 1977年（昭和52年）2月27日 ： 認定[1]

## 地理

### 通過する自治体
- 岐阜県
  - 飛騨市

### 接続する道路
- 国道471号（高山市神岡町殿）
- 岐阜県道477号長倉神岡線（飛騨市神岡町東雲 - 西里本町交差点で重複）

### 周辺
- 飛騨市立山之村小中学校
- 飛騨市立神岡中学校
- 飛騨市立神岡小学校
- 飛騨市役所 神岡振興事務所
- 神岡船津郵便局
- 飛騨市民病院
- スーパーカミオカンデ（旧・神岡鉱山）
- 神岡鉄道神岡線 奥飛騨温泉口駅・神岡大橋駅・飛騨神岡駅（2006年（平成18年）12月1日廃止）
濃飛バスの「旧奥飛騨温泉口駅」・「飛騨神岡駅」バス停に旧駅名が残っている。

## 別名
- 飛越高原天の夕顔の道（飛騨市）